# Маккэнн, Брайан

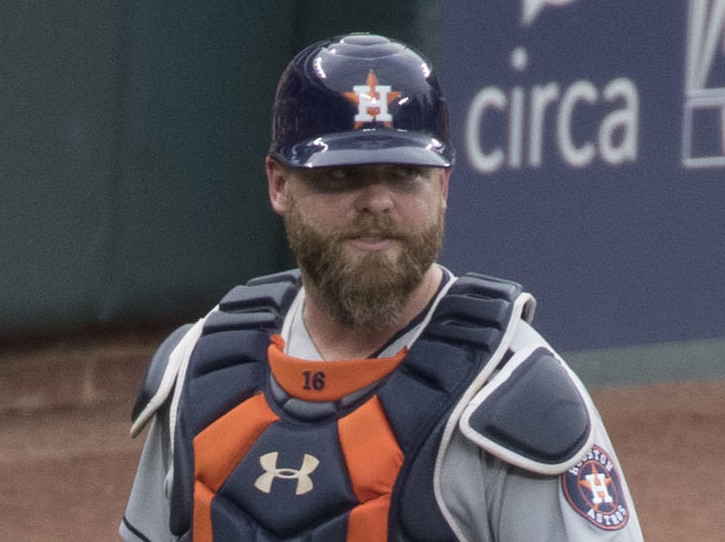

Брайан Маккэнн (англ. Brian McCann; род. 20 февраля 1984 в Атенс, Джорджия) — профессиональный американский бейсболист, кэтчер, выступающий в Главной лиге бейсбола (МЛБ) за «Хьюстон Астрос».

## Достижения
В сезоне 2017 года Брайан в составе «Хьюстон Астрос» стал победителем Мировой серии.

## Личная жизнь
C 2007 года женат на Эшли Яросинской. В июле 2012 года у пары родился сын Кольт Майкл, в сентябре 2013 года - дочь Колби.